# Dymascus porosus
Dymascus porosus là một loài bọ cánh cứng trong họ Cerambycidae.